# Carrarese Calcio 1908 2022-2023
Questa voce raccoglie le informazioni riguardanti la Carrarese Calcio 1908 nelle competizioni ufficiali della stagione 2022-2023.

## Stagione
Nella stagione 2022-2023 la Carrarese disputa il girone B del campionato di Serie C, ha raccolto 62 punti ed ha ottenuto il sesto posto finale. Per questa stagione è allenata da Alessandro Dal Canto, inizia a sorpresa il campionato da grande, con quattro vittorie di fila, poi pian piano si è sgonfiata, ha ottenuto 32 punti nel girone di andata e 30 nel girone di ritorno. Partecipa ai Play-off, nei quali salta il primo turno grazie al sesto posto, nel secondo turno con il fattore campo, incrocia l'Ancona che si impone allo Stadio dei Marmi (0-1). In questa stagione il miglior marcatore dei giallo-azzurri è stato Alessandro Capello preso dall'Entella, che ha firmato 14 reti in campionato. La squadra carrarese partecipa anche alla Coppa Italia di Serie C, dove pareggia nel derby (1-1) a Chiavari con la Virtus Entella, ma poi viene eliminata (5-4) ai calci di rigore.

## Divise e sponsor
Lo sponsor tecnico per la stagione 2022-2023 è Givova.
| Casa | Trasferta |

## Organigramma societario
Area direttiva
- Presidente: Fabio Oppicelli
- Amminist. delegato: Iacopo Pasciuti

Area tecnica
- Allenatore: Alessandro Dal Canto
- Allenatore in seconda: Marco Ceccomori
- Preparatore atletico: Simone Balloni
- Preparatore dei portieri: Simone Nista

Area sanitaria
- Medici sociali: Marco Piolanti, Giampaolo Poletti
- Recupero infortunati: Gioacchino Bedini
- Fisioterapisti: Andrea Biagini, Giacomo Schembri

## Rosa
Rosa tratta dal sito ufficiale della Carrarese
| N. |                    | Ruolo | Calciatore                    |
| -- | ------------------ | ----- | ----------------------------- |
| 1  | Italia (bandiera)  | P     | William Rovida                |
| 2  | Italia (bandiera)  | D     | Francesco Folino              |
| 3  | Italia (bandiera)  | D     | Marco Imperiale               |
| 4  | Italia (bandiera)  | D     | Simone Della Latta (capitano) |
| 5  | Italia (bandiera)  | C     | Dario D'Ambrosio              |
| 6  | Italia (bandiera)  | D     | Carlo Pelagatti               |
| 7  | Italia (bandiera)  | D     | Davide Grassini               |
| 8  | Italia (bandiera)  | D     | Francesco Cerretelli          |
| 9  | Italia (bandiera)  | A     | Vincenzo Plescia              |
| 10 | Italia (bandiera)  | A     | Gianluca D'Auria              |
| 11 | Albania (bandiera) | C     | Kleis Bozhanaj                |
| 15 | Italia (bandiera)  | D     | Antonio Marino                |
| 16 | Italia (bandiera)  | A     | Luca Bernardotto              |

| N. |                      | Ruolo | Calciatore         |
| -- | -------------------- | ----- | ------------------ |
| 18 | Argentina (bandiera) | C     | Nicolás Schiavi    |
| 19 | Italia (bandiera)    | C     | Lorenzo Pasciuti   |
| 20 | Italia (bandiera)    | C     | Antonio Energe     |
| 21 | Italia (bandiera)    | D     | Lorenzo Coccia     |
| 22 | Italia (bandiera)    | P     | Giacomo Satalino   |
| 23 | Italia (bandiera)    | D     | Manuel Cicconi     |
| 25 | Italia (bandiera)    | C     | Riccardo Palmieri  |
| 28 | Italia (bandiera)    | A     | Alessandro Capello |
| 29 | Italia (bandiera)    | A     | Luigi Samele       |
| 30 | Canada (bandiera)    | P     | Sebastian Breza    |
| 33 | Italia (bandiera)    | A     | Daniel Frey        |
| 70 | Italia (bandiera)    | C     | Alessandro Mercati |
| 99 | Italia (bandiera)    | A     | Niccolò Giannetti  |

## Risultati

### Serie C - girone B

#### Girone di andata
| Arbitro: | Bordin (Bassano del Grappa) |

|                |           |                            |
| S. Shpendi 22’ | Marcatori | 72’ Giannetti 80’ Bozhanaj |

| Arbitro: | Mucera (Palermo) |

|                              |           |                  |
| Capello 11’, 18’, 44’ (rig.) | Marcatori | 40’ Senigagliesi |

| Arbitro: | G. Sacchi (Macerata) |

|               |           |                               |
| Galligani 13’ | Marcatori | 18’ N. Schiavi 62’ D'Ambrosio |

| Arbitro: | Calzavara (Varese) |

|                                |           |            |
| Giannetti 18’ Capello 21’, 85’ | Marcatori | 31’ Sadiki |

| Arbitro: | Petrella (Viterbo) |

|                    |           |               |
| Sylla 62’ Nepi 76’ | Marcatori | 85’ Giannetti |

| Arbitro: | De Angeli (Milano) |

|  |           |                              |
|  | Marcatori | 11’ (rig.) Vazquez 89’ Arena |

| Arbitro: | Maggio (Lodi) |

|                                 |           |             |
| Gennari 23’ Giordani 62’ (rig.) | Marcatori | 60’ Capello |

| Arbitro: | Di Cicco (Lanciano) |

|            |           |  |
| Energe 59’ | Marcatori |  |

| Arbitro: | Cherchi (Carbonia) |

|                              |           |                    |
| Fonseca 18’ Stijepovic 90+5’ | Marcatori | 33’ (rig.) Capello |

| Arbitro: | Di Graci (Como) |

|                  |           |           |
| D'Ambrosio 90+6’ | Marcatori | 52’ Nardi |

| Arbitro: | Pascarella (Nocera Inferiore) |

|  |           |                |
|  | Marcatori | 88’ D'Ambrosio |

| Arbitro: | Gigliotti (Cosenza) |

|                             |           |  |
| N. Schiavi 58’ Samele 90+2’ | Marcatori |  |

| Arbitro: | Cavaliere (Italia) |

|                            |           |  |
| Sartore 22’ Stronati 90+2’ | Marcatori |  |

| Arbitro: | Djurdjevic (Trieste) |

|              |           |  |
| Bozhanaj 90’ | Marcatori |  |

| Siena 26 novembre 2022 15ª giornata | Siena            | 0 – 0 | Carrarese | Stadio Artemio Franchi\| Arbitro: \| Galipò (Firenze) \| |
| Arbitro:                            | Galipò (Firenze) |       |           |                                                          |

| Arbitro: | Arena (Torre del Greco) |

|                          |           |  |
| Energe 59’ Pelagatti 73’ | Marcatori |  |

| Arbitro: | Angelucci (Foligno) |

|  |           |                     |
|  | Marcatori | 39’ (rig.) Scappini |

| Arbitro: | Giaccaglia (Jesi) |

|                                       |           |                           |
| Rizzo Pinna 16’ Ravasio 79’ Romero 8’ | Marcatori | 26’ Giannetti 38’ Cicconi |

| Arbitro: | Madonia (Palermo) |

|                                  |           |  |
| Cicconi 42’, 47’ Della Latta 61’ | Marcatori |  |

#### Girone di ritorno
| Arbitro: | Bonacina (Bergamo) |

|             |           |             |
| D'Auria 97’ | Marcatori | 43’ Corazza |

| Arbitro: | Gauzolino (Torino) |

|                                          |           |                           |
| Sbaffo 13’ Carpani 56’, 65’ Guadagni 80’ | Marcatori | 49’ Energe 83’ Cerretelli |

| Arbitro: | Iacobellis (Pisa) |

|             |           |                                        |
| Capello 30’ | Marcatori | 37’ F. Russo 47’ Galligani 64’ Siniega |

| Arbitro: | Kumara (Verona) |

|                                             |           |  |
| Corbari 22’ Merkaj 45’ Rada 48’ Zamparo 81’ | Marcatori |  |

| Arbitro: | Burlando (Genova) |

|  |           |               |
|  | Marcatori | 82’ Galeandro |

| Arbitro: | Pirrotta (Barcellona Pozzo di Gotto) |

|                |           |                                  |
| Semeraro 90+4’ | Marcatori | 57’ N. Schiavi 90+6’ Della Latta |

| Arbitro: | Iannello (Messina) |

|                  |           |  |
| N. Schiavi 90+2’ | Marcatori |  |

| Arbitro: | G. Sacchi (Macerata) |

|  |           |             |
|  | Marcatori | 75’ Capello |

| Arbitro: | E. Longo (Cuneo) |

|                             |           |            |
| Della Latta 41’ Capello 45’ | Marcatori | 22’ Simeri |

| Reggio Emilia 26 febbraio 2023 29ª giornata | Reggiana          | 0 – 0 | Carrarese | Mapei Stadium\| Arbitro: \| Scarpa (Collegno) \| |
| Arbitro:                                    | Scarpa (Collegno) |       |           |                                                  |

| Arbitro: | Renzi (Pesaro) |

|                                     |           |              |
| Imperiale 7’ Capello 23’ Energe 74’ | Marcatori | 22’ Mencagli |

| Fermo 11 marzo 2023 31ª giornata | Fermana                      | 0 – 0 | Carrarese | Stadio Bruno Recchioni\| Arbitro: \| Rinaldi (Bassano del Grappa) \| |
| Arbitro:                         | Rinaldi (Bassano del Grappa) |       |           |                                                                      |

| Arbitro: | Gemelli (Messina) |

|                              |           |  |
| Energe 12’ Bernardotto 90+5’ | Marcatori |  |

| Arbitro: | Rostaldo (Ivrea) |

|           |           |                 |
| Nanni 19’ | Marcatori | 59’ Bernardotto |

| Arbitro: | Frascaro (Firenze) |

|                               |           |  |
| Capello 10’, 69’ Bozhanaj 78’ | Marcatori |  |

| Arbitro: | Catanoso (Reggio Calabria) |

|                                  |           |                                     |
| Simonetti 4’, 15’ Paolucci 90+3’ | Marcatori | 22’ Bozhanaj 45’ Energe 89’ Capello |

| Arbitro: | Diop (Treviglio) |

|             |           |              |
| Diakite 18’ | Marcatori | 38’ Bozhanaj |

| Arbitro: | Leone (Barletta) |

|                           |           |            |
| Cicconi 42’ Pelagatti 86’ | Marcatori | 29’ Panico |

| Arbitro: | Ubaldi (Roma) |

|             |           |  |
| Aucelli 21’ | Marcatori |  |

### Play-off
| Arbitro: | Pascarella (Nocera Inferiore) |

|  |           |                     |
|  | Marcatori | 87’ (rig.) Spagnoli |

### Coppa Italia Serie C
| Arbitro: | Castellone (Napoli) |

|                                           |                      |                                                    |
| Zamparo 30’                               | Marcatori            | 10’ Samele                                         |
| Merkaj Meazzi Dessena Rada Zamparo Favale | Tiri di rigore 5 – 4 | D'Auria N. Schiavi Cicconi Pasciuti Capello Marino |